# Internationale Vereinigung der Missionare für eine Politik in Liebe
Die Internationale Vereinigung der Missionare für eine Politik in Liebe (it.: Associazione Missionari della Carità Politica) ist Vereinigung von Gläubigen in der Römisch-katholischen Kirche und versteht sich als eine soziale christliche Aktion. Sie wurde 1976 in Italien gegründet und ist eine vom Päpstlichen Rat für die Laien 1996 anerkannte Vereinigung von Gläubigen päpstlichen Rechts. Die Vereinigung steht in enger Verbindung zum Diplomatischen Corps am Heiligen Stuhl und wurde von der italienischen Regierung als eine Non-Profit-Organisation anerkannt.

## Geschichte
Die Gründungsinitiative ging von Professor Alfredo Luciani aus, er gründete in Mailand die „Soziale christliche europäische Aktion“. Die jetzige Bezeichnung „Internationale Vereinigung der Missionare für eine Politik in Liebe“ hat die Vereinigung seit 1993, sie wurde 1994 vom damaligen Bischof von Rieti Giuseppe Molinari nach bischöflichem Recht approbiert. Als „Liebe“, in diesem Kontext, wird die lateinische Bedeutung von „caritas“ verstanden, die sich im Christentum als tätige Nächstenliebe und Wohltätigkeit versteht. Am 27. September 1996 erteilte der Päpstliche Rat für die Laien das Anerkennungsdekret zu einer internationalen Vereinigung von Gläubigen päpstlichen Rechts und nahm sie in das offizielle Register auf.

## Selbstverständnis
Die Vereinigung sieht sich als eine Präsenz christlicher Überzeugung und Werte in der Ausübung der Politik an. Sie hat sich gemäß ihrer Satzung vorgenommen, Gerechtigkeit und Friede innerhalb jeder Nation und in den Beziehungen der Nationen untereinander zu fördern.

## Organisation und Ausweitung
Leitungsorgan der Vereinigung ist das Präsidium mit dem Präsidenzialrat. Der Präsident und der Präsidentialrat werden von der Vollversammlung gewählt. Neben den eingeschriebenen Vollmitgliedern zählen noch die Ehrenmitglieder, unterstützende Mitglieder und sympathisierende Mitglieder. Der Großteil der Mitglieder stammt aus dem Diplomatischen Corps beim Heiligen Stuhl. Als beratende Mitglieder lädt die Vereinigung auch geistliche Assistenten aus den unterschiedlichsten Ordensgemeinschaften ein.
Die Vereinigung führt in ihrem „Domus Carità Politica“  (Haus der Politik und Nächstenliebe), in dem auch das „Höhere Institut der Politik und Nächstenliebe“ beheimatet ist, Studienbegegnungen, Seminare für Mitglieder des Diplomatischen Korps beim Heiligen Stuhl und festliche Begegnungen durch. Zu den Publikationen der Vereinigung zählt die Viermonatsschrift „Schon und noch nicht“.

## Persönlichkeiten (Auszug)
1. Ehrenmitglieder:
Angelo Kardinal Sodano, Roger Kardinal Etchegaray und José Saraiva Kardinal Martins CFM
2. Weiter Persönlichkeiten:
- S.E. Yang-il Bae aus Südkorea
- S.E. Corinne Claiborne Boggs aus den Vereinigten Staaten
- S.E. Jul Bushati aus Albanien
- S.E. Javier Guerra Laspiur aus Costa Rica
- S.E. Alberto Leoncini Bartoli aus Italien
- S.E. Ahorn Lopez aus Israel
- S.E. Marco César Meira Naslausky aus Brasilien
- S.E. Jürgen Oesterhelt aus Deutschland
- S.E. Gustav Ortner aus Österreich
- S.E. Jorge Siles Salinas aus Bolivien
- S.E. J. Fernand Tanguay aus Kanada
- S.E. Francisco Eduardo Trusso aus Argentinien

(Quelle:)